# Песочная (приток Болотеи)
Песочная (в верховье Тушанка) — река в России, протекает по Тверской области. Устье реки находится в 28 км по правому берегу реки Болотея. Длина — 26 км. Отметка уровня воды в устье 141,7 м.

## Данные водного реестра
По данным государственного водного реестра России относится к Верхневолжскому бассейновому округу, водохозяйственный участок реки — Рыбинское водохранилище до Рыбинского гидроузла и впадающие в него реки, без рек Молога, Суда и Шексна от истока до Шекснинского гидроузла, речной подбассейн реки — Реки бассейна Рыбинского водохранилища. Речной бассейн реки — (Верхняя) Волга до Куйбышевского водохранилища (без бассейна Оки).
Код объекта в государственном водном реестре — 08010200412110000004835.